# Ingemar Liljefors
Ingemar Kristian Liljefors (ur. 13 grudnia 1906 w Göteborgu, zm. 14 października 1981 w Sztokholmie) – szwedzki kompozytor i pianista.

## Życiorys
Syn kompozytora Rubena Liljeforsa. Studiował w konserwatoriach w Sztokholmie (1923–1927 i 1929–1931) oraz Monachium (1927–1929). Uczył gry na fortepianie (1938–1943) oraz harmonii (od 1943) w sztokholmskiej Kungliga Musikhögskolan. W 1933 roku założył towarzystwo muzyki kameralnej Fylkingen, które prowadził do 1946 roku. Od 1947 do 1963 roku pełnił funkcję przewodniczącego związku kompozytorów szwedzkich. Opublikował podręczniki na temat harmoniki funkcyjnej.
Tworzył w stylistyce neoklasycznej, z wykorzystaniem elementów szwedzkiego folkloru muzycznego.

## Ważniejsze kompozycje
(na podstawie materiałów źródłowych)

### Utwory orkiestrowe
- Suita (1935)
- Rapsodia na fortepian i orkiestrę (1936)
- poemat symfoniczny Berget (1937)
- Koncert fortepianowy (1940)
- Suita liryczna na małą orkiestrę (1942)
- Symfonia (1943)
- Concertino na fortepian i orkiestrę (1949)
- Koncert skrzypcowy (1956)
- Sinfonietta (1961)
- 2 Intermezzi na orkiestrę smyczkową (1966)

### Utwory kameralne
- 2 tria fortepianowe (I 1940, II 1961)
- Sonatina na skrzypce i fortepian (1954)
- 3 sonatiny fortepianowe (I 1954, II 1964, III 1965)
- Sonatina na wiolonczelę i fortepian (1958)
- Trio na skrzypce, altówkę i fortepian (1961)
- Kwartet smyczkowy (1963)
- Sonatina na skrzypce solo (1968)

### Utwory wokalno-instrumentalne
- En tijd-spegel solistów, chór i orkiestrę (1959)

### Opera
- Hyrkusken (1951)